# Étoile d'Alexandre
L'Étoile d'Alexandre est un casse-tête géométrique à trois dimensions inventé par le mathématicien américain Adam Alexander en 1982. Elle a été brevetée le 26 mars 1985 (brevet US 4,506,891) et commercialisée par la société américaine Ideal Toy Company.
L'Étoile d'Alexandre s'apparente au Rubik's Cube mais est dodécaédrique. Elle est constituée de 30 pièces mobiles et est équivalente aux arêtes du Megaminx. Il est donc possible d'y jouer sur un Megaminx en ignorant les sommets et les centres.

## Permutations
Le nombre de positions différentes pour une Étoile d'Alexandre est de :
{\displaystyle {\frac {30!\times 2^{15}}{120}}\approx 7,24\times 10^{34}}
Cela fait exactement 72 431 714 252 715 638 411 621 302 272 000 000 positions différentes.